# Australian Open (Badminton)
Die Australian Open, bis 2008 Australian International, sind ein hochrangiges Badmintonturnier, das seit 1989 jährlich in der australischen Metropole Sydney ausgetragen wird.
Sie gelangten insbesondere 1999 in den Blickpunkt der Öffentlichkeit, als sie mit dem Zusatz Olympic Test Event ein hochkarätiges Starterfeld anzogen. Vor den New Zealand Open und den Fiji International sind die Australian Open das bedeutendste Badmintonturnier in Ozeanien. Ab 2009 wurden die Australian International zum Grand-Prix-Turnier und fortan unter dem Namen Australian Open geführt. Zwischen 2011 und 2013 wurden die Australian Open zum Grand-Prix-Gold-Turnier, bis sie ab 2014 zum ersten Superseries-Turnier in Ozeanien überhaupt wurden. Über viele Jahre wurden bei dem offenen Turnier auch die nationalen Titelträger ermittelt.

## Die Sieger
| Saison    | Herreneinzel             | Dameneinzel            | Herrendoppel                                   | Damendoppel                                    | Mixed                                             |
| --------- | ------------------------ | ---------------------- | ---------------------------------------------- | ---------------------------------------------- | ------------------------------------------------- |
| 1981      | Sze Yu                   | Julie McDonald         |                                                | Audrey Swaby Jennifer Cunningham               |                                                   |
| 1982      | Paul Kong                | Maxine Evans           | Trevor James Paul Kong                         | Julie McDonald Maxine Evans                    | Michael Scandolera Maxine Evans                   |
| 1983      |                          |                        |                                                | Audrey Swaby Jennifer Cunningham               |                                                   |
| 1984      | Sze Yu                   | Julie McDonald         | Michael Scandolera Peter Roberts               | Audrey Swaby Karen Jupp                        | Darren McDonald Julie McDonald                    |
| 1985      | Sze Yu                   | Julie McDonald         | Michael Scandolera Darren McDonald             | Maxine Evans Julie McDonald                    | Michael Scandolera Maxine Evans                   |
| 1986      | Sze Yu                   | Rhonda Cator           | Michael Scandolera Peter Roberts               | Audrey Tuckey Karen Jupp                       | Gordon Lang Karen Jupp                            |
| 1987      | Kerrin Harrison          | Rhonda Cator           | Kerrin Harrison Glenn Stewart                  | Rhonda Cator Julie McDonald                    | Michael Scandolera Rhonda Cator                   |
| 1988      | Michael Scandolera       | Anna Lao               | Paul Kong Gordon Lang                          | Tracey Small Lisa Bryant                       | Michael Scandolera Rhonda Cator                   |
| 1989      | Sze Yu                   | Anna Lao               | Peter Blackburn Gordon Lang                    | Teresa Lian Anna Lao                           | He Tim Anna Lao                                   |
| 1990      | Ardy Wiranata            | Susi Susanti           | Jalani Sidek Razif Sidek                       | Rhonda Cator Anna Lao                          | He Tim Anna Lao                                   |
| 1991      | He Tim                   | Anna Lao               | Chan Siu Kwong Ng Pak Kum                      | Rhonda Cator Anna Lao                          | He Tim Anna Lao                                   |
| 1992      | Eddy Kurniawan           | Song Yang              | Peter Blackburn Mark Nichols                   | Amanda Hardy Lisa Campbell                     | Ong Beng Teong Wendy Shinners                     |
| 1993      | He Tim                   | Song Yang              | Peter Blackburn Mark Nichols                   | Amanda Hardy Lisa Campbell                     | Mark Nichols Amanda Hardy                         |
| 1994      | Jefry Tjoandi            | Lisa Campbell          | Peter Blackburn Mark Nichols                   | Wendy Shinners Song Yang                       | Mark Nichols Amanda Hardy                         |
| 1995      | Shen Yifeng              | Song Yang              | Peter Blackburn Paul Staight                   | Tammy Jenkins Rhona Robertson                  | Chan Oi Ni He Tim                                 |
| 1996      | Tam Kai Chuen            | Lisa Campbell          | Chow Kin Man Ma Che Kong                       | Kennie Asuncion Amparo Lim                     | Peter Blackburn Rhonda Cator                      |
| 1997      | Ng Wei                   | Li Feng                | David Bamford Peter Blackburn                  | Tammy Jenkins Rhona Robertson                  | Murray Hocking Lisa Campbell                      |
| 1998      | Rio Suryana              | Michaela Smith         | David Bamford Peter Blackburn                  | Rhonda Cator Amanda Hardy                      | Peter Blackburn Rhonda Cator                      |
| 1999      | Rio Suryana              | Sandra Dimbour         | Kim Dong-moon Yoo Yong-sung                    | Ra Kyung-min Lee Hyo-jung                      | Michael Keck Erica van den Heuvel                 |
| 2000      | nicht ausgetragen        | nicht ausgetragen      | nicht ausgetragen                              | nicht ausgetragen                              | nicht ausgetragen                                 |
| 2001      | Colin Haughton           | Lenny Permana          | Ashley Brehaut Travis Denney                   | Tammy Jenkins Rhona Robertson                  | Daniel Shirley Sara Runesten-Petersen             |
| 2002      | Sairul Amar Ayob         | Lenny Permana          | Jeremy Gan Ng Kean Kok                         | Sara Runesten-Petersen Bei Wu                  | Daniel Shirley Sara Runesten-Petersen             |
| 2003      | Shoji Sato               | Chie Umezu             | Liu Kwok Wa Albertus Susanto Njoto             | Akiko Nakashima Ai Hirayama                    | Ng Kean Kok Chor Hooi Yee                         |
| 2004      | Andrew Smith             | Huang Chia-chi         | Boyd Cooper Travis Denney                      | Renuga Veeran Susan Wang                       | Travis Denney Kellie Lucas                        |
| 2005      | Andrew Smith             | Petra Overzier         | Travis Denney Boyd Cooper                      | Kate Wilson-Smith Kellie Lucas                 | Travis Denney Kate Wilson-Smith                   |
| 2006      | Ismail Saman             | Huang Chia-chi         | John Gordon Daniel Shirley                     | Apriliana Rintan Yukina Imura                  | Daniel Shirley Joanne Quay                        |
| 2007      | John Moody               | Kanako Yonekura        | Aji Basuki Sindoro Ashley Brehaut              | Aya Wakisaka Ikue Tatani                       | Renee Flavell Craig Cooper                        |
| 2008      | Lee Tsuen Seng           | Mizuki Fujii           | Choi Sang-won Kim Sa-rang                      | Yasuyo Imabeppu Shizuka Matsuo                 | Chen Hung-ling Chou Chia-chi                      |
| 2009      | Dionysius Hayom Rumbaka  | Maria Febe Kusumastuti | Gan Teik Chai Tan Bin Shen                     | Huang Chia-chi Tang Hetian                     | Yohan Hadikusumo Wiratama Chau Hoi Wah            |
| 2010      | Nguyễn Tiến Minh         | Seo Yoon-hee           | Hiroyuki Endo Kenichi Hayakawa                 | Kim Min-seo Lee Kyung-won                      | Cho Gun-woo Kim Min-seo                           |
| 2011      | Sho Sasaki               | Liu Xin                | Hiroyuki Endo Kenichi Hayakawa                 | Shizuka Matsuo Mami Naito                      | Songphon Anugritayawon Kunchala Voravichitchaikul |
| 2012      | Chen Jin                 | Han Li                 | Markis Kido Hendra Setiawan                    | Luo Ying Luo Yu                                | Chen Hung-ling Cheng Wen-hsing                    |
| 2013      | Tian Houwei              | Sayaka Takahashi       | Angga Pratama Rian Agung Saputro               | Vita Marissa Variella Aprilsasi                | Irfan Fadhilah Weni Anggraini                     |
| 2014      | Lin Dan                  | Saina Nehwal           | Lee Yong-dae Yoo Yeon-seong                    | Tian Qing Zhao Yunlei                          | Ko Sung-hyun Kim Ha-na                            |
| 2015      | Chen Long                | Carolina Marín         | Lee Yong-dae Yoo Yeon-seong                    | Ma Jin Tang Yuanting                           | Lee Chun Hei Reginald Chau Hoi Wah                |
| 2016      | Hans-Kristian Vittinghus | Saina Nehwal           | Markus Fernaldi Gideon Kevin Sanjaya Sukamuljo | Bao Yixin Chen Qingchen                        | Lu Kai Huang Yaqiong                              |
| 2017      | Srikanth Kidambi         | Nozomi Okuhara         | Takeshi Kamura Keigo Sonoda                    | Misaki Matsutomo Ayaka Takahashi               | Zheng Siwei Chen Qingchen                         |
| 2018      | Lu Guangzu               | Cai Yanyan             | Berry Angriawan Hardianto                      | Ayako Sakuramoto Yukiko Takahata               | Seo Seung-jae Chae Yoo-jung                       |
| 2019      | Jonatan Christie         | Chen Yufei             | Ko Sung-hyun Shin Baek-cheol                   | Yuki Fukushima Sayaka Hirota                   | Wang Yilu Huang Dongping                          |
| 2020 2021 | nicht ausgetragen        | nicht ausgetragen      | nicht ausgetragen                              | nicht ausgetragen                              | nicht ausgetragen                                 |
| 2022      | Shi Yuqi                 | An Se-young            | Liu Yuchen Ou Xuanyi                           | Zhang Shuxian Zheng Yu                         | Seo Seung-jae Chae Yoo-jung                       |
| 2023      | Weng Hongyang            | Zhang Beiwen           | Kang Min-hyuk Seo Seung-jae                    | Kim So-young Kong Hee-yong                     | Feng Yanzhe Huang Dongping                        |
| 2024      | Lee Zii Jia              | Aya Ohori              | He Jiting Ren Xiangyu                          | Febriana Dwipuji Kusuma Amallia Cahaya Pratiwi | Jiang Zhenbang Wei Yaxin                          |